# Nulato
Nulato is een plaats (city) in de Amerikaanse staat Alaska, en valt bestuurlijk gezien onder Yukon-Koyukuk Census Area.

## Demografie
Bij de volkstelling in 2000 werd het aantal inwoners vastgesteld op 336.
In 2006 is het aantal inwoners door het United States Census Bureau geschat op 302, een daling van 34 (-10.1%).

## Geografie
Volgens het United States Census Bureau beslaat de plaats een oppervlakte van
116,0 km², waarvan 110,7 km² land en 5,3 km² water.

## Plaatsen in de nabije omgeving
De onderstaande figuur toont nabijgelegen plaatsen in een straal van 104 km rond Nulato.